# De Witt (Amsterdamer Patriziergeschlecht)
De Witt ist der Name einer Patrizierfamilie aus Amsterdam.
Diese ist weder wappen- noch stammverwandt mit den De Witts aus Dordrecht, denen unter anderem der bedeutende Staatsmann Johan de Witt (1625–1672) entstammte.

## Chronik
Die Stammlinie beginnt mit Jan Simonsz de Witt (um 1470–um 1535), Heringskäufer und Holzkäufer in Amsterdam. Sein Sohn Pieter de Witt (um 1520–1568), Kaufmann und Hauptmann der Amsterdamer Bürgergarde, wurde durch die Spanier enthauptet. Aus seiner Ehe mit Ottilia Sybrands Buijck stammten drei Söhne und eine Tochter. Unter seiner Nachkommenschaft sind diverse Regierungsmitglieder von Amsterdam. Pieter de Witt (1652–1712), Ratsherr und Bewindhebber (Direktor) der Niederländischen Ostindien-Kompanie, Jan de Witt (1678–1734), Ratsherr, sowie François de Witt (1706–1777), Bürgermeister der Stadt Amsterdam. Aus seiner Ehe mit Alida Johanna de Graeff van Polsbroek (1713–1757) Tochter von Johan de Graeff (1673–1714), in weiblicher Linie mit dem Dordrechter Geschlecht De Witt blutverwandt, und ein Neffe des Ratspensionärs Johan de Witt entstammt der Sohn Jan de Witt, der mit Johanna Wilhelmina Clifford verehelicht war. Er übte die Funktionen eines Schepen und Ratsherren aus und war Teil der holländischen Patriottenbewegung. Zwischen 1787 und 1795 lebte er in Frankreich aus. Zurück in Amsterdam wurde er Mitglied des Gemeinderates und 1796 Botschafter der Bataafse Republiek in der Schweiz. Er wanderte nach Paris aus und verstarb 1809 in einem Schloss in Condé-sur-Iton. Von seinen drei Söhnen ist einer jung verstorben, der älteste Jan Francois de Witt (gest. 1805) war Kapitän in französischen Diensten und der mittlere Sohn Willem Cornelis de Witt (1781–1834 in Paris) war ab 1806 französischer Staatsbürger und hernach französischer Verwalter in Amsterdam. Aus seiner Ehe mit Suzanna Carolina Temminck entsprangen zwei Söhne und eine Tochter. Der ältere Sohn Coenraad Jacob Dyonis Cornelis de Witt (1824 in Paris – 1909) war Generalrat von Calvados und Verwalter der Minen in La Grande Combe. Er verheiratete sich 1850 mit Henriette Elizabeth Guizot, Tochter des französischen Premierministers François Guizot und Marguerite Andree Eliza de la Croix-Dillon. Zwei Töchter waren mit Mitgliedern der Familie Schlumberger [weltweit größtes Unternehmen für Erdölexplorations- und Ölfeldservice] ehelich verbunden; eine Tochter war Marguerite de Witt-Schlumberger (1853–1924), Aktivistin für Pronatalismus, Alkoholabstinenz und Feminismus. Der jüngere Sohn des Willem Cornelis de Witt, Cornélis Henry de Witt (1828 in Paris–1889), machte als Abgeordneter und Unterstaatssekretär für innere Angelegenheiten Karriere. Er heiratete ebenfalls 1850 Pauline Jeanne Guizot, ebenso eine Tochter von Francois Guizot. Das Ehepaar hatte sieben Kinder, worunter Robert de Witt (1854–1881), verheiratet mit Elisabeth Gaillard, der die Linie fortsetzte. Sein Sohn Emmanuel de Witt (1878–1971) hatte Robert de Witt (1911–1971) und Marie Emmanuelle de Witt (1914–1942) zu Kindern. Robert war mit Odile de Waldner de Freundstein (1915–2015) verehelicht, die eine Nachfahrin der aristokratischen Familie der De Tascher de la Pagerie war, der Joséphine de Beauharnais entstammte, als erste Gemahlin von Napoleon Bonaparte Kaiserin der Franzosen. Es ist nicht bekannt ob Robert de Witt Nachkommen zeugte.

## Wappen
In Azurblau eine fliegende silberne Taube, darunter drei Kleeblätter.